# جماعة عباد الرحمن
جماعة عباد الرحمن هي مؤسسة إسلامية نشأت عام 1949 في بيروت لبنان؛ ولها دورٌ بارز في مُساعدة الفُقراء والمُحتاجين وفي التربية الإسلاميَّة.

## التاريخ
الجماعة من تأسيس الأستاذ محمد عمر الداعوق مع مجموعة من الشباب بطرابلس كان أبرزهم الداعية فتحي يكن، الذي انشق فيما بعد وأسس الجماعة الإسلامية في لبنان.

## الرسالة
- تذكير المسلمين بدينهم عن طريق النشرات والمحاضرات والأحاديث والدروس باستخدام الوسائل السمعيّة البصريّة.
- الاهتمام بالمجتمع الإسلامي، وتأمين ما أمكن من خدمات الزكاة، وتشجيع التعاطف بين الغني والفقير.
- تربية جيل صالح من الشباب يؤمن بالقِيَم الدينية، ويسعى إلى اتخاذها سبيلاً للحياة بعيدًا عن التعصّب الأعمى عملاً بالحديث النبوي: «ليسَ منّا مَن دعا إلى عَصَبِيّة» (رواه أبو داوود، 5121).

## الإنجازات
ومن أهم ما قامت الجماعة ببنائه في بيروت مسجد عباد الرحمن في محلة المزرعة.

## وصلات خارجية
- الموقع الرسمي